# Црвена боја
Црвена је боја из видљивог дела спектра светлости. Таласна дужина боје у спектру је 625 - 700 нм. Са плавом и
жутом бојом чини три главне боје, мешањем којих добијамо остале боје. Црвена је такође боја људске крви. Ова боја симболише енергију, страст, бес, сексуалност и живот. Она је најтемпераментнија боја која буди најинтензивнија осећања, убрзава рад срца и дисање, стимулише мишиће и лучи адреналин.

## У науци и природи

### Поимање црвене боје
Људско око види црвено када гледа у светлост таласне дужине између приближно 625 и 740 нанометара. То је примарна боја у РГБ моделу боја и светлост која се налази непосредно иза овог опсега назива се инфрацрвена, или испод црвене боје, и не може се видети људским очима, иако се може осетити као топлота. На језику оптике, црвена је боја коју изазива светлост која не стимулише ни S ни M (кратке и средње таласне дужине) конусне ћелије мрежњаче, у комбинацији са бледећом стимулацијом L (дуготаласне) конусне ћелије.
Примати могу разликовати читав спектар боја спектра видљивог људима, али многе врсте сисара, као што су пси, мачке и говеда, имају дихроматију, што значи да могу да виде плаву и жуту, али не могу да разликују црвену и зелену (обе се виде као сива). Бикови, на пример, не могу да виде црвену боју огртача тореадора, али су узнемирени његовим кретањем. (Погледајте вид боја).
Једна теорија зашто су примати развили осетљивост на црвену боју је да је то омогућило да се зрело воће разликује од незрелог воћа и нејестиве вегетације. Ово је можда довело до даљих адаптација врста које су искористиле ову нову способност, као што је појава црвених лица.
Црвено светло се користи за прилагођавање ноћног вида при слабом осветљењу или ноћу, пошто ћелије штапића у људском оку нису осетљиве на црвену боју.

### У теорији боја и на екрану рачунара
На кругу боја који су сликари дуго користили, и у традиционалној теорији боја, црвена је једна од три основне боје, заједно са плавом и жутом. Сликари у ренесанси су мешали црвену и плаву да би направили љубичасту: Кенино Кенини, у свом приручнику о сликању из 15. века, написао је: „Ако желите да направите дивну љубичасту боју, узмите фини лак [црвено језеро], ултрамарин плаву (исто количина једног као другог) са везивом“; приметио је да се може направити и мешањем плавог индига и црвеног хематита.
У модерној теорији боја, познатој и као РГБ модел боја, црвена, зелена и плава су адитивне примарне боје. Комбинација црвене, зелене и плаве светлости чини бело светло, а ове три боје, комбиноване у различитим мешавинама, могу да произведу скоро сваку другу боју. Овај принцип се користи за генерисање боја на компјутерским мониторима и телевизорима. На пример, магента на екрану рачунара је направљена по сличној формули оној коју је користио Кенино Кенини у ренесанси да би направио љубичасту, али користећи адитивне боје и светлост уместо пигмента: створена је комбиновањем црвене и плаве светлости једнаког интензитета на црни екран. Виолет се прави на екрану рачунара на сличан начин, али са већом количином плаве светлости и мање црвене светлости.

## Историја
Тешко је одредити историју црвене боје и њене улоге у моди. Сматра се да су Астеци представили ову боју свету. Они су је добијали из кохинеле, инсекта који настањује суптропске пределе. Боју су добијали цеђењем осушених тела женки овог инсекта.
У време пре Колумбовог открића Америке црвене фигуре су виђене у астечким храмовима а припадале су астечком богу земље Шипе Тотеку. Њему је припадао источни део неба које је место рађања руменог сунца и представља рођење, младост и пролеће.
Није било лако створити јарко црвену боју и кроз векове уметници су се довијали како би успели да је произведу, али великог успеха није било. Тек крајем 6. века у Азији је откривено да ова боја може да се добије из минерала цинабарита сулфида живе, светло или тамноцрвене боје. Ипак боја добијена од тог минерала имала је неколико недостатака. Пре свега била је скупа, отровна и постајала је црна на светлости.
Након доласка Шпанаца у Мексико, почетком 16. века, кохинела је постала главни светски извоз у Европи. Шпанци су сакупљали бубе тако што су их скидали са биљака кактуса, а затим су их сушили. Исушене бубе, потом су испоручене у Европу. У почетку је само богати сталеж себи могао приуштити скупу боју ових инсеката, а када су створене синтетичке боје, црвена је постала лако доступна.
Још од античког периода црвена је била боја одеће племства, царева, кнезова, властеле. За време турске власти црвена боја је била забрањена за становништво, иако је та боја преовладавала у ношњи Срба из Херцег Новог.
Црвена боја је у политици симбол за социјализам и комунизам. Још од Француске револуције црвена застава је симбол радника и самим тим социјалиста и комуниста. Зато се комунисти често називају „црвени“, а и војска Совјетског Савеза се једно време звала Црвена армија. Такође је црвена звезда петокрака комунистички симбол.

## Симболика боје код разних народа
У старој Кини црвена се сматрала срећном бојом, симболом благостања и напретка, здравља и дугог живота. Кинези је и данас сматрају заштитном, и бојом нових почетака.
Арапи су сматрали да онога ко носи црвено штити Бог. Јужније од Сахаре, црвену одећу је носио само виши сталеж, док је у старом Египту била света боја бога Сета, бога таме и зла у египатској митологији, а представљала је опасност. Код старих Римљана, црвено светло се изједначавало са светом ватром.
У индијској култури, црвена боја се сматра најмоћнијом бојом. Индијци је повезују са ватром, здрављем, моћи, плодношћу, љубављу и лепотом. Црвена боја је такође веома битна у означавању важних догађаја у животу сваког појединца. Већина Индијаца ставља црвену тачку или црту звану тилак (пота) на чело на средину између обрва. Кшатрије, односно ратници су стављали црвене ознаке. Обичај је и да удате жене стављају бинди, црвену тачку између обрва.
Код Словена, црвена боја је штитила од злих сила. Увек је комбинована са белом и црном. У свадбеним обредима симболизовала је радост и љубав. Ради заштите од урока новорођеној беби се стављао црвени конац на руку, а поклањање црвене мараме девојци је био израз љубави и оданости.